# Lunds södra station

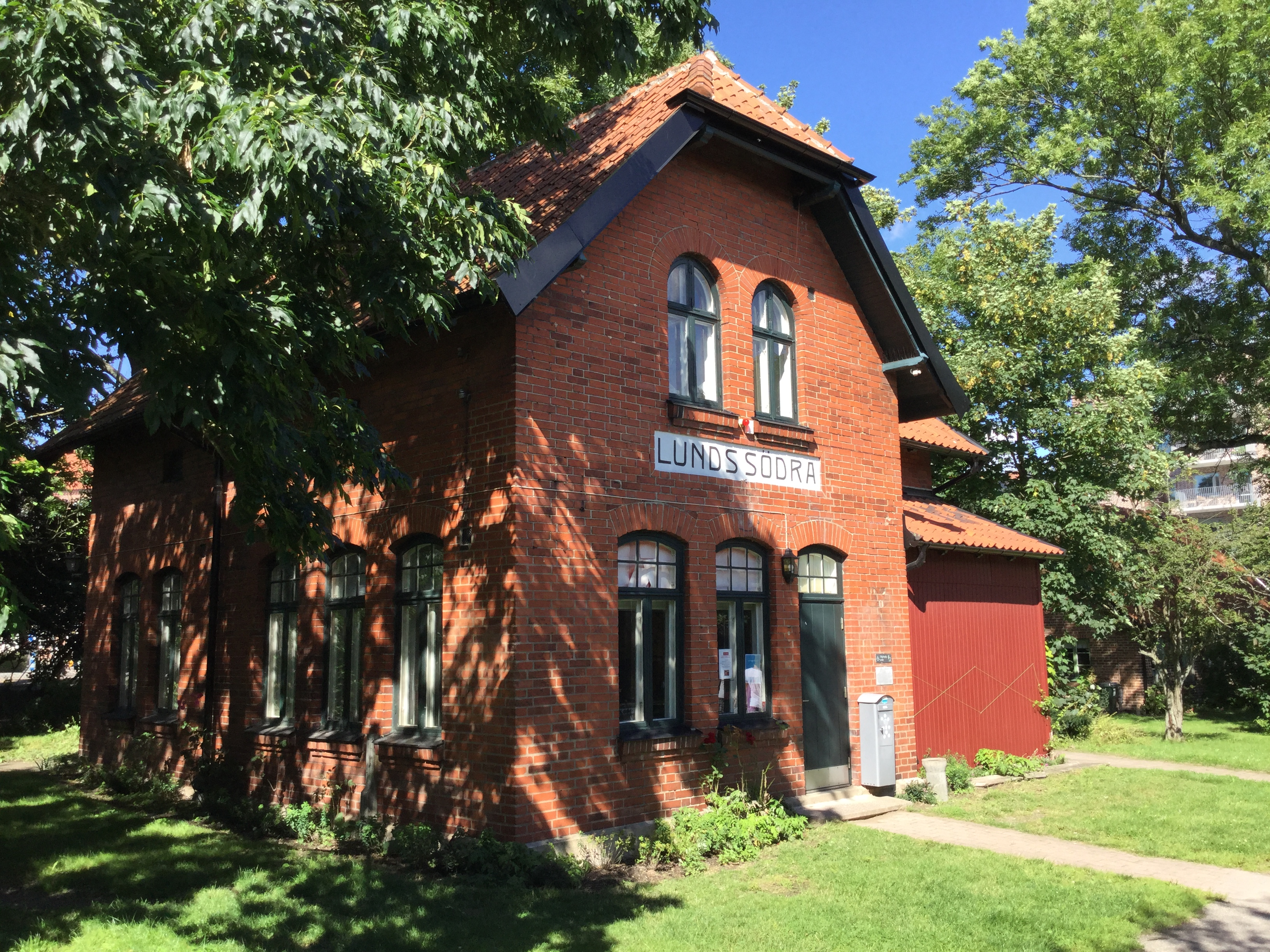
Stationshuset 2017.

Lunds södra är en före detta järnvägsstation i Lund. Stationen låg vid den nu upprivna Lund-Revinge-Harlösa järnväg (Revingebanan). På området fanns även banans största bangård och ett flertal andra byggnader. Stationshuset uppfördes efter ritningar av Einar Sahlén och invigdes den 27 maj 1905.
På banvallen utefter en del av den upprivna järnvägen mellan Lund och Harlösa löper det så kallade Hardebergaspåret, en populär gång- och cykelväg.
Stationshuset har tidigare bland annat varit kontorslokaler åt Kommunal. Socialdemokraterna i Lund motionerade 2021 om att göra om stationsbyggnaden till ett kommunalt allaktivitetshus. Det används 2024 av Vänsterpartiet.

## Bildgalleri

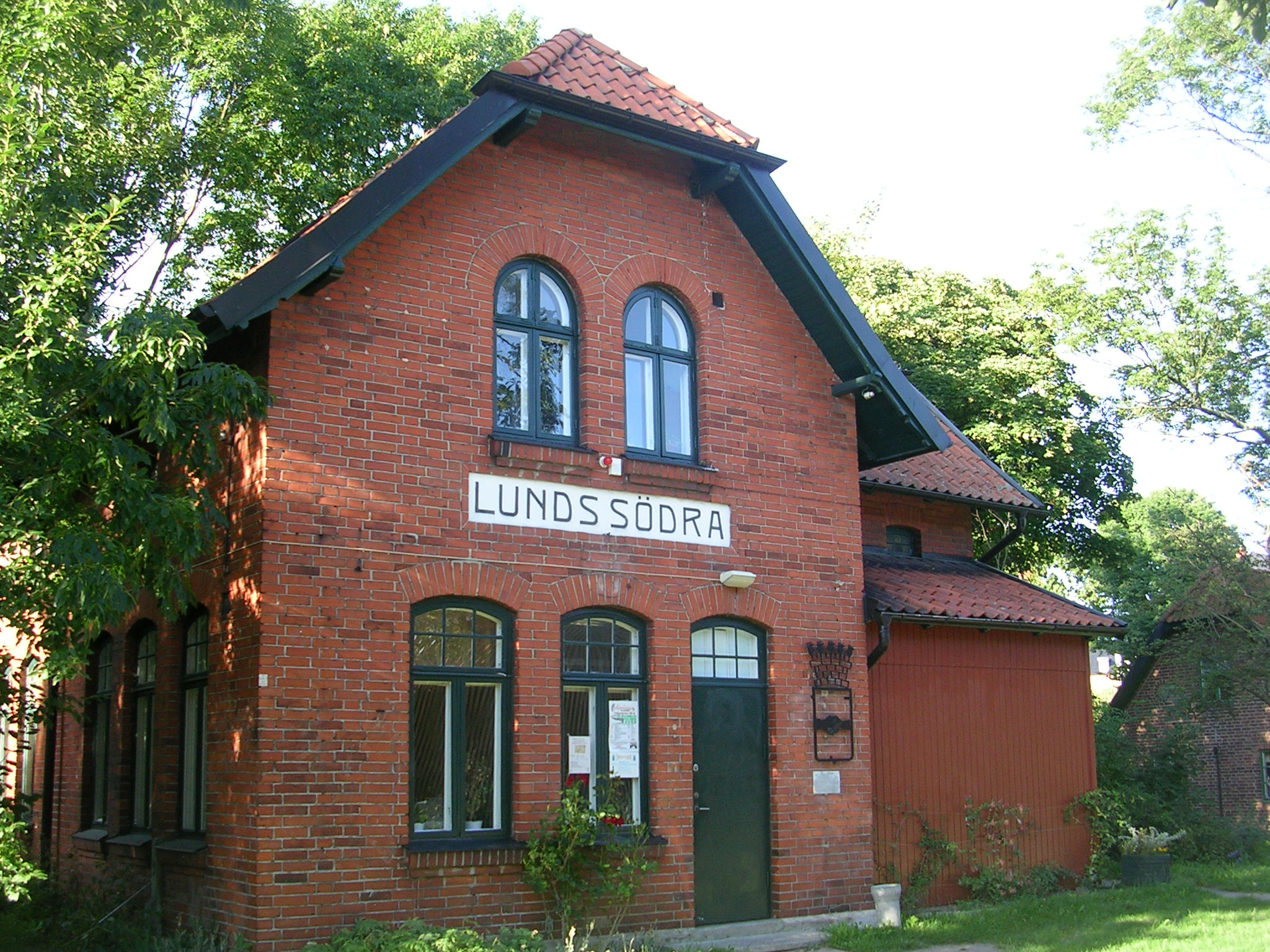
Stationshuset 2005.
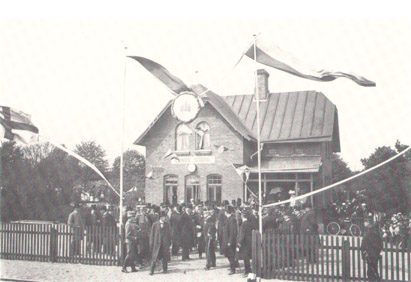
Stationshuset vid invigningen.
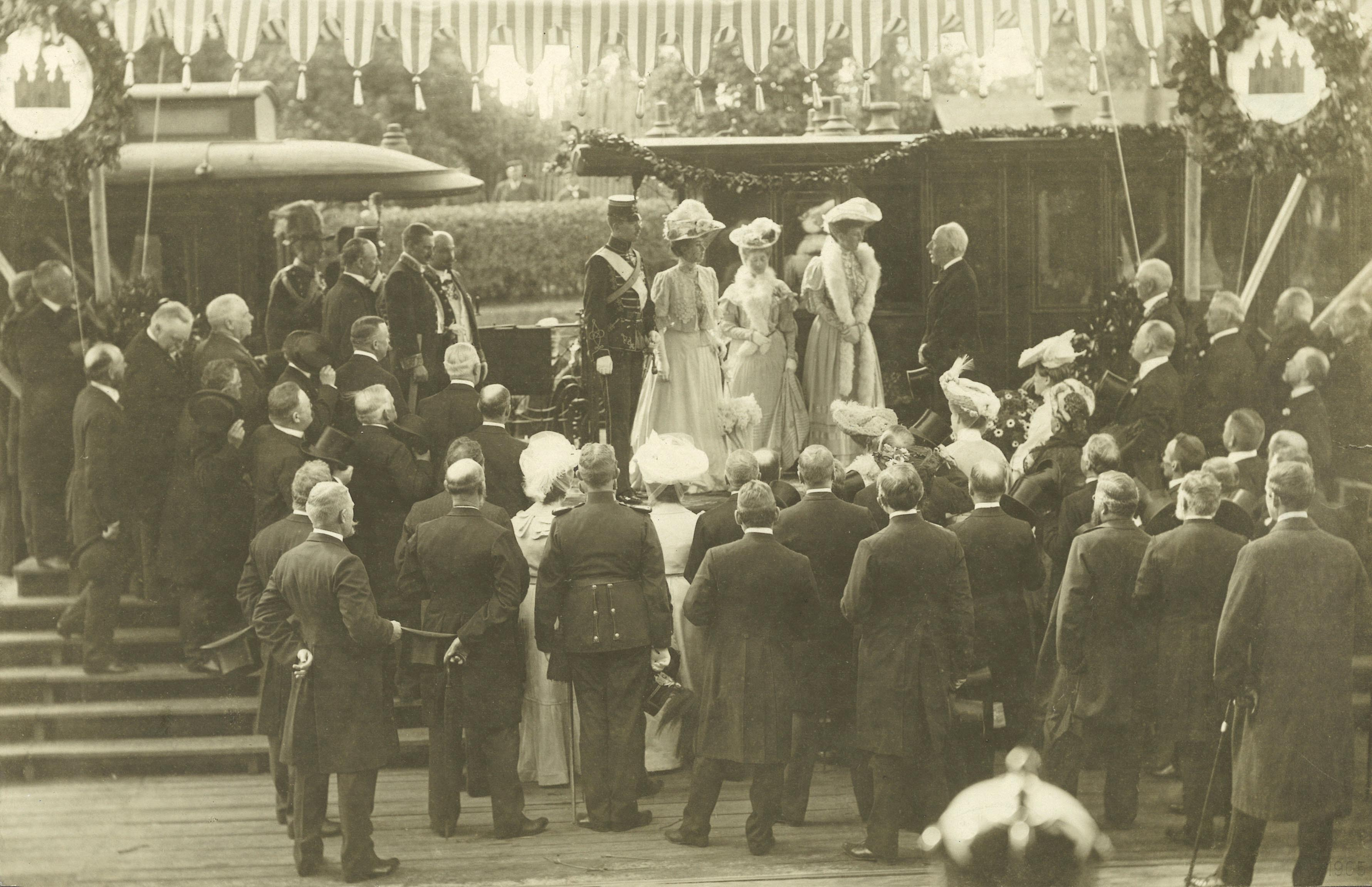
Det svenska kronprinsparet vid Lunds södra i samband med invigningen av Lund-Revinge Järnväg 1905.
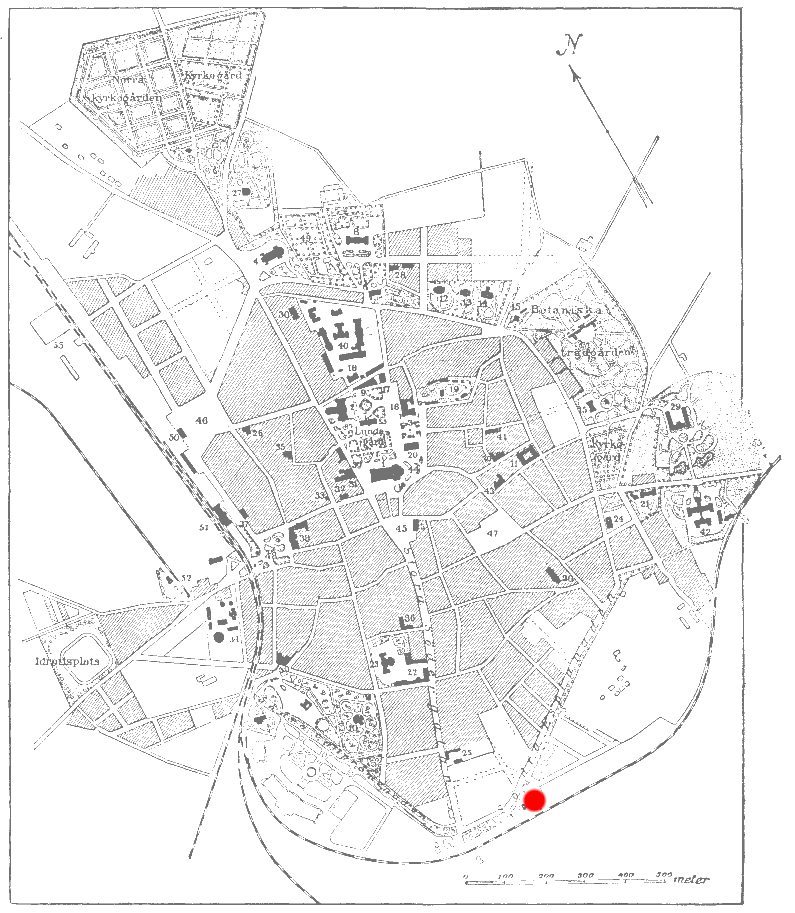
Karta med Lunds södra markerat.